# Brotschrift

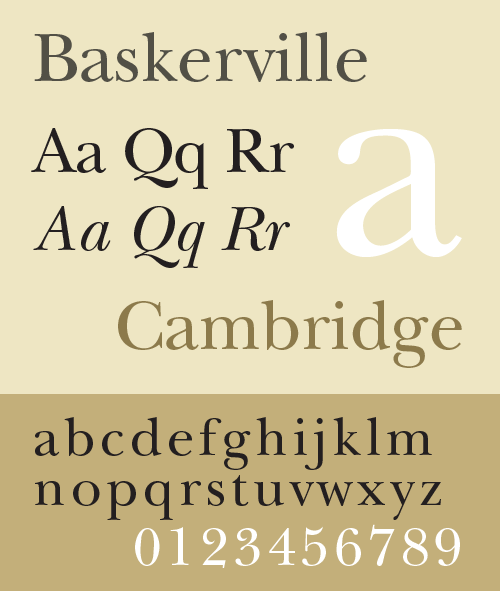
Beispiel für eine Brotschrift: Baskerville

Brotschriften ist eine Bezeichnung für Schriftarten, in denen Fließtext oder Mengentext gesetzt wird. Die Benennung kommt daher, dass Schriftsetzer mit der Brotschrift ihr „tägliches Brot“ verdienten. Andere Ausdrücke anstelle von Brotschrift für die Schriftart des Haupttextes eines Textkörpers sind Grundschrift, Werkschrift oder Copyschrift.
Brotschriften gibt es üblicherweise in den Schriftgrößen 8 Punkt (Petit), 9 Punkt (Borgis) und 10 Punkt (Korpus) sowie in zahlreichen Zwischengrößen. Bekannte internationale Brotschriften sind etwa die Baskerville, die das Playboy-Magazin und viele US-amerikanische Zeitschriften verwenden, die Times nach der gleichnamigen Zeitung, die Excelsior (viele deutsche Zeitungen) und die Minion (viele Fachzeitschriften).
Im Gegensatz zur Brotschrift stehen die Auszeichnungs- oder Titelschriften, die auch als Akzidenzschriften bezeichnet werden.